# Billio
Billio é uma comuna francesa na região administrativa da Bretanha, no departamento Morbihan. Estende-se por uma área de 12,2 km². Em 2010 a comuna tinha 354 habitantes (densidade: 29 hab./km²).